# Bernois
Le bernois (endonyme : Bärndütsch ; en allemand : Berndeutsch) est un dialecte haut-alémanique parlé principalement sur le plateau bernois. 
Il est réputé être le dialecte suisse allemand le plus apprécié et avoir la production artistique la plus riche.